# Духов день
Ду́хов день или День Свято́го Ду́ха — христианский праздник в честь Святого Духа.
В православии празднуется на 51-й день после Пасхи, то есть на следующий день после Пятидесятницы (всегда в понедельник). В православных церквях праздник также носит название Понеде́льник Свято́го Ду́ха (греч. Δευτέρα τοῦ Ἁγίου Πνεύματος).
В католицизме празднуется на 50-й день после Пасхи, одновременно с Пятидесятницей (всегда в воскресенье). В Римско-католической церкви праздник называется также Пра́здник Соше́ствия Свято́го Ду́ха.
Во многих государствах День Святого Духа является выходным днём. В некоторых из этих стран праздник известен как «второй день Пятидесятницы».
На востоке Балкан и у восточных славян Духов день был связан по преимуществу с комплексом поминальных ритуалов, с «душами» умерших и пр. (см. Задушницы, Русалии, Троицын день), тогда как на западе славянского мира этот день почти целиком корреспондирует к  пастушеским праздникам (христианские и библейские мотивы причудливо сплетены с до-христианскими). Для восточно-славянской народной традиции были характерны поверья о том, что земля на Духов день — именинница.

## История установления
Сошествие Святого Духа на апостолов в день Пятидесятницы описано в Новом Завете в книге Деяний святых апостолов: в пятидесятый день после Воскресения Христова (десятый день после Вознесения) апостолы находились в Иерусалиме, когда
... внезапно сделался шум с неба, как бы от несущегося сильного ветра, и наполнил весь дом, где они находились. И явились им разделяющиеся языки, как бы огненные, и почили по одному на каждом из них. И исполнились все Духа Святаго, и начали говорить на иных языках, как Дух давал им провещевать (Деян. 2:1-18)
Праздник установлен ради величия Пресвятаго и Животворящего Духа, яко един есть (от) Святыя и Живоначальныя Троицы, в противодействие антитринитарной ереси македониан, отвергавшей божественную природу Святого Духа и единосущность Его с Богом Отцом и Сыном Божиим.

## Богослужение

### В православии
В богослужении праздник в честь Святого Духа начинается великой вечерней. Распространён обычай на приходах сразу после литургии в воскресенье служить девятый час и великую вечерню. Сама вечерня начинается с пения молитвы Святому Духу: «Царю небесный». Молитва «Царю небесный» уже в качестве стихиры поётся ещё раз на «Господи воззвах». Совершается вход с кадилом, а затем дьякон или священник произносит великий прокимен седьмого гласа: «Кто Бог ве́лий, я́ко Бог наш? — Ты еси́ Бог, творя́й чудеса́» (Пс. 76). Во время вечерни молящиеся во главе со священником трижды совершают коленопреклонение — встают на колени, а священник читает семь молитв, составленных святым Василием Великим (первый и второй раз коленопреклонения иерей читает по две молитвы, а третий раз — три молитвы). Эти молитвы о Церкви, о спасении всех молящихся и о упокоении душ всех усопших (в том числе и «во аде держимых»). Это первое коленопреклонение согласно Типикону, которые совершают молящиеся после Великого поста. Вечером в храмах совершается малое повечерие, на котором поётся канон Святому Духу, написанный Феофаном. Краестрочие канона: «Ду́ха пою́ созда́вшаго всю тварь». Утреня на Духов день это повторение утрени Дня Святой Троицы, отличия в том, что в данном случае не поётся полиелей и, соответственно Уставу, не читается Евангелие; канон поётся на 14 (на Троицу на 16); катавасия — это ирмосы только первого канона (на Троицу — обоих канонов); хвалительные стихиры на 4 (на Троицу на 6) и отпуст иной.
|                                         | На греческом | На церковнославянском (транслитерация) | На русском |
| --------------------------------------- | --- | --- | --- |
| Тропарь праздника, глас 8 (Ἦχος πλ. δ') | Εὐλογητὸς εἶ, Χριστὲ ὁ Θεὸς ἡμῶν, ὁ πανσόφους τοὺς ἁλιεῖς ἀναδείξας, καταπέμψας αὐτοῖς τὸ Πνεῦμα τὸ ἅγιον, καὶ δι' αὐτῶν τὴν οἰκουμένην σαγηνεύσας, φιλάνθρωπε, δόξα σοι.          | Благослове́н еси́, Христе́ Бо́же наш, и́же прему́дры ловцы́ явле́й, ниспосла́в им Ду́ха Свята́го, и те́ми уловле́й вселе́нную: Человеколю́бче, сла́ва Тебе́                                                                     | Благословен Ты, Христе Боже наш, явивший премудрыми рыбаков, ниспослав им Духа Святого и через них уловивший вселенную. Человеколюбец, слава Тебе!                                                                                    |
| Кондак праздника, глас 8 (Ἦχος πλ. δ')  | Ὅτε καταβὰς τὰς γλώσσας συνέχεε, διεμέριζεν ἔθνη ὁ Ὕψιστος· ὅτε τοῦ πυρὸς τὰς γλώσσας διένειμεν, εἰς ἑνότητα πάντας ἐκάλεσε, καὶ συμφώνως δοξάζομεν τὸ πανάγιον Πνεῦμα.            | Егда́ снизше́д язы́ки слия́, разделя́ше язы́ки Вы́шний, егда́ же о́гненныя язы́ки раздая́ше, в соедине́ние вся призва́, и согла́сно сла́вим Всесвята́го Ду́ха.                                                                  | Когда сошёл Всевышний и языки смешал, Он этим разделял народы; когда же огненные языки раздал, Он к единению всех призвал, и мы согласно славим Всесвятого Духа.                                                                      |
| Задостойник праздника, глас 4 (Ἦχος δ') | «Χαίροις Ἄνασσα, μητροπάρθενον κλέος. Ἄπαν γὰρ εὐδίνητον εὔλαλον στόμα. Ῥητρεῦον, οὐ σθένει σε μέλπειν ἀξίως. Ἰλιγγιᾷ δὲ νοῦς ἅπας σου τὸν τόκον Νοεῖν ὅθεν σε συμφώνως δοξάζομεν» | Ра́дуйся, Цари́це, матероде́вственная сла́во, вся́ка бо удобообраща́тельная благоглаго́ливая уста́ вити́йствовати не мо́гут, Тебе́ пе́ти досто́йно, изумева́ет же ум всяк Твое́ Рождество́ разуме́ти. Те́мже Тя согла́сно сла́вим. | Радуйся, Царица, матерям и девам слава! Ибо никакие подвижные красноречивые уста, ораторствуя, не могут Тебя воспевать достойно; изнемогает и всякий ум, стремясь постигнуть рождение от Тебя Христа; потому мы Тебя согласно славим. |

## Славянские традиции

### Названия праздника
В славянской традиции —  День Святого Духа, День Духа (общерусск.); Троица (воронеж.); Именины Земли (вят.), Земля именинница (тамб., сиб.); Клечальный понедельник, Провожание русалок (рязан.); Богодухів день, Розигри (укр.); Русальница, Иван-да-Марья, Брэзжыны (белор.); Русаље, Духови, Духова, Дува (серб.); Св. Дух, Духовден (болг.); Дуввете (болг. банат.); Дуовден (макед.); Święta Zesłania Duchu Świętego (пол.); Duhovi (чеш.); Dovi (хорв.-словон.); Dohove (хорв.); sv. Duh, Binkoštna nedelja (словен.).

### У русских
Для восточно-славянской традиции характерны поверья о том, что «Земля на Духов день — именинница», потому, что «в этот день она сотворена» (также «Земля — именинница на Симона Зилота»). В народной традиции с Духовым днём часто связаны грозы; по другим поверьям, погода в Духов день определяет и погоду на ближайшие 6 недель — на всё оставшееся лето.
Вплоть до начала XX века повсеместно было распространено поверье, что вечером накануне Святой Дух спускается на землю, «разливается по полям», появляется в домах. Считалось, что в Духов день земля беременна урожаем и поэтому её нельзя трогать: пахать, боронить, копать, засевать, вбивать колья и палки. По поверьям, в самый Духов день, перед восходом солнца, Мать Сыра-Земля открывает свои тайны: многие, помолясь Святому Духу, ходили «слушать клады», припадая к земле ухом (но утверждалось при этом, что открывались земные и подземные тайны только истинным праведникам, благочестивым людям).
Во многих местах в Духов день совершали крестный ход вокруг полей. В Вятской губернии зафиксирован обычай кормить землю — «бабский праздник». Замужние женщины (в основном пожилые) уходили в поле, где стелили на земле скатерти, раскладывали еду и устраивали трапезу, которая время от времени прерывалась; в это время женщины с песнями разносили по полям часть принесённых продуктов. Самая старшая «кормила земельку»: положив кусочки еды на землю, аккуратно прикрывала их небольшим слоем почвы и произносила — «Земля-именинница, дай нам урожай».
Верили, что в Духов день русалки выходят на сушу и бегают по полям и лугам, давая им влагу; там, где русалки пробежали, трава будет расти гуще, а рожь и ячмень — колосистее.
Крестьяне верили, что в Духов день души умерших людей прилетают на землю и садятся на берёзовые ветки, воткнутые в наличники окон или поставленные на божницу. В этот день в некоторых местах за пределы деревни выносили обрядовое деревце — ту самую троицкую берёзку, которая в течение предыдущих дней была центром праздника. Берёзку «развивали» (расплетали переплетённые до того ветви) и оставляли её в поле или топили в реке.
Девушки бросали венки в воду: потонет — к несчастью, поплывёт — к счастью. В Сибири в Духов день проходили последние весенние народные гулянья молодёжи.
Считалось, что «этого дня как огня страшится бродячая по земле нечисть», так как «сходит с неба священный огонь, который испепеляет злых духов». Знающие женщины в этот день изготавливали травяные сборы, с помощью которых лечили различные болезни. В Калужской губернии в Духов день (на следующий день после троицких гуляний и игрищ) полагалось сходить на освящённый колодец или родник, бросить монету в воду, помолиться и умыться святой водой, чтобы смыть с себя всё греховное и нечистое; у колодца оставляли поминальную еду, а воду брали домой.

### У украинцев
На Украине был обычай на «Богодухів день» освящать колодцы, так как считалось, что именно в них скрываются вышедшие из рек и озёр русалки. После литургии крестьяне шли крестным ходом к колодцам, чтобы окропить их святой водой. Сначала священник освящал сельский общественный колодец, а потом шёл к личным. Хозяева, которые хотели «избавиться от нечистой силы в доме», выставляли у ворот стол, накрывали его скатертью и клали хлеб-соль. Прочитав молитву, священник заходил в дом, кропил стены, а потом все постройки — «чтобы русалки не тревожили подворье».

### У хорватов и словенцев
Католики отмечают Духов день в воскресенье на пятидесятый день по Пасхе. В западных областях Словении в церквях сверху спускали голубя с бумажными крыльями, реже — живую птицу, как символ Святого Духа. Накануне в субботу старались вернуться домой с поля пораньше: считалось, что в это время Святой Дух уже снизошёл на землю и «разливается по полю»; если он застанет кого-нибудь за работой, то «свернёт с пути» и не благословит посевы. В субботу же хозяева обходили поля и кропили посевы святой водой, «чтобы Святой Дух защитил их от града» (словен. da bi jih sv. Duh rešil toče). В доме утром в воскресенье открывали все окна и двери, «чтобы Святой Дух пришел в дом». Считалось, что в доме не будет благополучия, если Святой Дух не сможет туда попасть. У хорватов в Каставщине за несколько дней до этого дня принято было устраивать уборку, стирать постели, белить дома снаружи и изнутри. Если этого не сделать, то после Духова дня, согласно поверьям, в доме будет много блох, ибо «Святой Дух принесёт полный мешок блох. Каждому хозяину по шапке» (хорв. sveti Duh prnese punu vreću buh. Sakemu hmetu po jeny baretu). С Духова дня начиналось лето, и появлялось много насекомых: «Пришёл Святой Дух, принёс один мешок мух, другой мешок блох» (хорв. Doša sveti Duv nosi jednu vriću muv drugu vriću buv).

### Поговорки и приметы
- С Духова дня не с одного неба, а даже из-под земли тепло идёт[17].
- Свят-Дух весь белый свет согреет[17].
- До Свята-Духа не снимай кожуха[17].
- Не верь теплу до Духова дня[17].
- Придёт Свят-Духов день, — будет на дворе, как на печке[17].
- И сиверок холоден до Духова дня[17].